# Thomas Lubanga
Thomas Lubanga Dyilo (Ituri, República Democrática del Congo, 29 de diciembre de 1960) es un criminal de guerra convicto. Jefe de un movimiento rebelde en la República Democrática del Congo, la Unión de Patriotas Congoleños que crea en 2002. Fue el primer condenado por la Corte Penal Internacional por crímenes de guerra  y reclutamiento de niños.

## Biografía
Lubanga Dyilo nació en Jiba, Djugu, un territorio de Ituri en la Provincia Oriental de la República Democrática del Congo. Pertenece a la etnia Hema. Estudió en la Universidad de Kisangani, donde obtuvo la licenciatura en Psicología. Thomas Lubanga entró a la política a finales de 1999, y poco después, fue elegido miembro de la Asamblea de Distrito de Ituri. Está casado y es padre de siete hijos e hijas. El 15 de septiembre de 2000, Thomas Lubanga firmó los estatutos de la Unión de Patriotas Congoleños. Como primer firmante, dirigió el partido y su ala militar, las Fuerzas Patrióticas para la Liberación del Congo. En agosto de 2002, la UPC tomó el control de Bunia, capital de Ituri. En el mismo año, Thomas Lubanga fue nombrado Presidente y Comandante en Jefe del movimiento. En marzo de 2005, Lubanga fue detenido en Kinshasa, en relación con el asesinato de nueve cascos azules de Bangladés. En abril de ese mismo año el partido de Lubanga anunció su renuncia a la lucha armada y es puesto en libertad.

## Fuerzas Patrióticas para la Liberación del Congo
Lubanga como jefe militar de este grupo reclutaba activamente a niños de menos de 15 años y los sometía a un entrenamiento militar especialmente en el campo de Sota. Los niños fueron forzados a participar en hostilidades, especialmente para convertirse en guardias de cuerpos de altos responsables militares de las Fuerzas Patrióticas para la Liberación del Congo. Sin embargo, el presidente del UPC y comandante en jefe de las FPLC. 
También se le acusa de perpetrar masacres de civiles en Ituri, especialmente en la región de Bunia, principal ciudad de ese distrito de Provincia Oriental en 2002. Entre 2002 y 2003, más de 800 civiles  fueron asesinados en la villa minera de Mongbwalu y en las villas adyacentes. Ituri, región rica en materias primas fue el escenario de violentos enfrentamientos entre diferentes milicias, enardecidas masacres y desplazamiento de poblaciones civiles. Según Radio Okapi, la estación radiofónica de la Misión de las Naciones Unidas, Thomas Lubanga decretó  que cada familia viviendo en las zonas bajo su control, debía categóricamente contribuir al esfuerzo de la guerra entregando ya sea una vaca, dinero o un niño, antes de unirse a las filas de los rebeldes de su milicia.

## Investigación por Crímenes de Guerra
El 21 de junio de 2004 la Corte Penal Internacional inició su primera investigación penal contra Thomas Lubanga Dylo, por crímenes de guerra cometidos en la República Democrática del Congo. La guerra dejó como resultado 60.000 muertos y miles de desplazados. Lubanga no solo reclutó entre 2002 y 2003 a niños soldados para la guerra sino que esclavizó sexualmente a niños durante el conflicto. El caso fue remitido a la Corte Penal Internacional por el Estado en el que se cometieron los crímenes, una vez que el fiscal manifestó públicamente su intención de iniciar una investigación penal. En enero de 2025, en su informe sobre la República Democrática del Congo (RDC), el grupo de expertos de las Naciones Unidas acusó a Thomas Lubanga de apoyar a los grupos armados, al Zaire en Ituri y al movimiento 23 de Marzo.

## Juicio contra Lubanga
El 26 de enero de 2009, la Corte Penal Internacional abrió su primer juicio contra el comandante congolés Thomas Lubanga Dyilo. La Fiscalía, la Defensa, la Secretaría y ocho representantes legales de 93 víctimas participan en las audiencias judiciales. La Fiscalía terminó la presentación de su caso a mediados de julio de 2009. La presentación del caso de la Defensa para el juicio en contra de Thomas Lubanga Dyilo, programado originalmente para el mes de octubre de 2009.

### Delitos Imputados
El 29 de agosto de 2006, fue acusado de crímenes de guerra por la Corte Penal Internacional, por reclutar niños soldados para su ejército.Los crímenes que se le imputaron a Lubanga fueron denominados como crímenes de guerra, de acuerdo con el Estatuto de Roma de la Corte Penal Internacional. El Fiscal de la Corte Penal Internacional acusó a Thomas Lubanga Dyilo de cometer el crimen de guerra de alistar a menores, de reclutar menores y de utilizarlos para participar activamente en las hostilidades.
Los crímenes de la conscripción y el alistamiento fueron cometidos en el momento en que un niño menor de 15 años fue reclutado o se unió
a una fuerza o grupo armado, con o sin su voluntad. Estos delitos son de naturaleza continua. Ellos sólo terminan cuando el niño alcanza los 15 años de edad o sale de la fuerza o grupo.

### Detención
El 17 de marzo de 2006, la orden de arresto para Thomas Lubanga fue anunciada públicamente y desclasificada por la Sala de Cuestiones Preliminares I. Thomas Lubanga fue detenido el 19 de marzo de 2005, encarcelado en la prisión de Makala, en Kinshasa y trasladado a la Corte Penal Internacional de La Haya. 

### Suspensión del Proceso
El 8 de julio de 2010, la Sala de Primera Instancia I de la Corte Penal Internacional ordenó la suspensión  de los procedimientos para el caso de El Fiscal vs. Thomas Lubanga Dyilo, dado que se ve interrumpida la posibilidad de llevar adelante un juicio justo en tanto la Fiscalía no implemente las órdenes de la Sala. La Sala le había ordenado a la Fiscalía revelar confidencialmente a la Defensa la identidad de un intermediario.
El 8 de octubre de 2012, la Cámara de Apelaciones de la Corte Penal Internacional revocó la decisión de la Sala de Primera Instancia I de julio de 2010 por la que se suspendía el procedimiento y se ponía en libertad al acusado. Los jueces de apelación dijeron que aunque el fiscal no hubiera cumplido con las órdenes de la Sala de Primera Instancia en cuestiones de protección, los jueces deberían haber aplicado en primer lugar sanciones antes de imponer la drástica medida de suspender los procedimientos. El caso fue reanudado pero fue nuevamente suspendido durante 6 semanas a principios de 2011 debido a varias cuestiones de la defensa que dificultaban el caso, en particular, relacionadas con la revelación de la identidad de testigos y víctimas. El 23 de febrero de 2011, la Sala de Primera Instancia I rechazó otra petición de la defensa para suspender los procedimientos y el juicio se reanudó el 21 de marzo de 2011. El 20 de mayo de 2011, la Sala de Primera Instancia I ordenó finalizar la fase de presentación de pruebas.

### Sentencia
Varios testigos declararon de manera creíble y fiable que los niños menores de 15 años fueron "voluntariamente" o forzosamente reclutados en las Fuerzas Patrióticas para la Liberación del Congo  y enviados a cualquiera de las sedes de las Fuerzas Patrióticas para la Liberación del Congo en Bunia o a sus campos de entrenamiento militar, incluidos Rwampara, Mandro y Mongbwalu. Evidencia fílmica muestra claramente a los reclutas menores de 15 años en el campo Rwampara. 
Las pruebas demostraron que los niños en los campamentos militares sufrieron regímenes agresivos de capacitación y fueron sometidos a una serie de severos castigos. La evidencia también establece que los niños, especialmente las niñas, fueron utilizados por los comandantes de las Fuerzas Patrióticas para la Liberación del Congo para llevar a cabo trabajos domésticos. 
El 14 de marzo de 2012 fue declarado  culpable del crimen que se le había imputado siendo ésta la primera sentencia en los diez años de historia del tribunal. El fiscal pidió 30 años de prisión, o 20 en caso de que Lubanga aceptara ofrecer una disculpa genuina y se comprometiera a trabajar para prevenir futuros crímenes y promover la paz.Thomas Lubanga fue condenado  por su responsabilidad en los crímenes de guerra de alistar y reclutar niños y utilizarlos para participar activamente en las hostilidades en la República Democrática del Congo entre 2002 y 2003. Estos niños y niñas fueron enviados a los frentes de combate o utilizados como porteadores, guardias, o esclavos sexuales. Su condena fue considerada un hecho histórico por ser la primera. Lubanga fue condenado a 14 años de prisión, a los que se les descontó los 6 años que Lubanga permaneció detenido tras su entrega a la Corte en marzo de 2006 hasta su condena en marzo de 2012. La Fiscalía que había solicitado una pena de 30 años para Lubanga.